# George Uhlenbeck
George Eugene Uhlenbeck, född 6 december 1900 i Batavia (nu Jakarta), Nederländska Ostindien, död 31 oktober 1988 i Boulder, Colorado, USA, var en nederländsk-amerikansk fysiker, som tillsammans med Samuel Goudsmit 1925 formulerade den så kallade spinnteorin.
Uhlenbeck tilldelades 1970 Lorentzmedaljen och 1979 Wolfpriset i fysik tillsammans med Giuseppe Occhialini.

## Biografi
Uhlenbeck var son till Eugenius och Anne Beeger Uhlenbeck. Han gick på Hogere Burgerschool (High School) i Haag, där han tog examen 1918. Han fortsatte därefter på Delfts tekniska universitet som student i kemiteknik. Året därpå flyttade han till universitetet i Leiden, för att studera fysik och matematik och han tog sin kandidatexamen 1920 (nederländska: Kandidaatsexamen). Uhlenbeck antogs sedan av Ehrenfest (en elev till Boltzmann) till onsdagskvällens fysikkollokvium i Leiden. Ehrenfest kom att bli den viktigaste vetenskapliga förebilden i hans liv. 
Från 1922 till 1925 var Uhlenbeck handledare för den yngre sonen till den nederländska ambassadören i Rom. Medan han var där deltog han i föreläsningar av Tullio Levi-Civita och Vito Volterra och träffade sin mångåriga vän, Enrico Fermi. År 1923 tog Uhlenbeck sin magisterexamen vid Leidens universitet (nederländska: Doctoraalexamen).

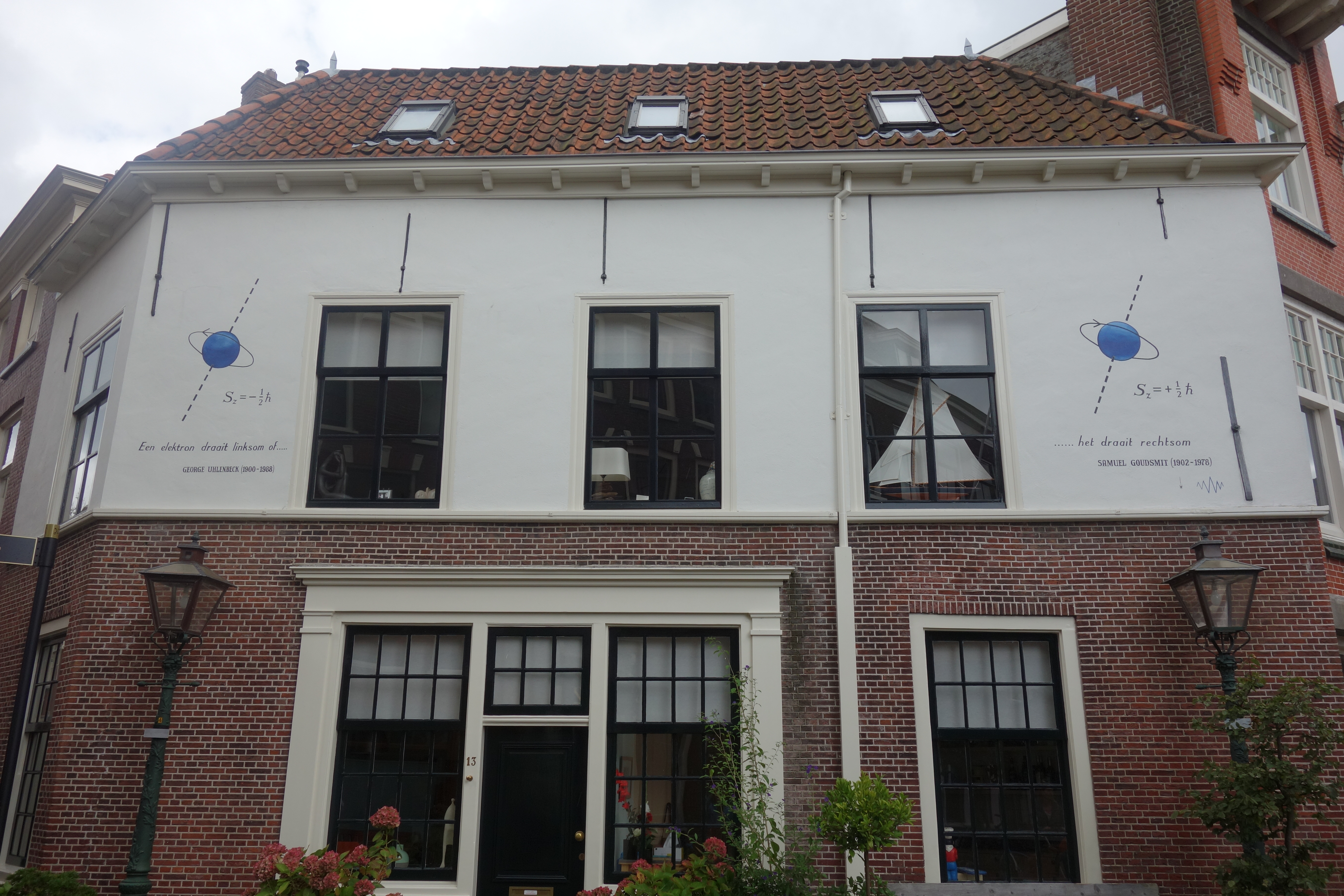
Visualisering av elektronspinn på en vägg i Leiden

Han återvände till Leiden 1925 för att bli Ehrenfests assistent. Ehrenfest gav honom i uppdrag att arbeta med sin doktorand, Samuel Goudsmit, för en snabb uppdatering om "vad som för närvarande hände i fysiken". I mitten av september 1925 introducerade Uhlenbeck och Goudsmit elektronspinn, vilket anger inneboende vinkelmoment för elektronen. År 1927 disputerade Uhlenbeck under Ehrenfest med avhandlingen "Over Statistische Methoden in de Theorie der Quanta" ("Om statistiska metoder i kvantteorin"). Samma år i augusti gifte han sig med Else Ophorst i Arnhem, Nederländerna.
Uhlenbeck gick i pension 1971, men han förblev vetenskapligt aktiv fram till början av 1980-talet. Han avled 1988 i Boulder, Colorado, 87 år gammal. 

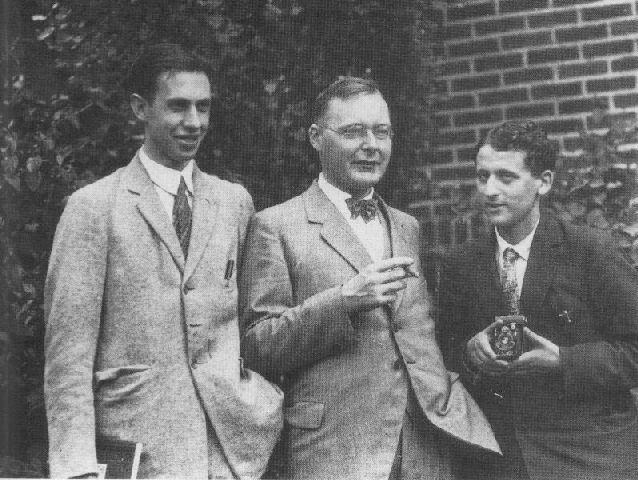
Uhlenbeck till vänster tillsammans med Hendrik Kramers och Samuel Goudsmit omkring 1928.

## Karriär och vetenskapligt arbete
År 1927 började Uhlenbeck en tjänst som instruktör i fysik vid University of Michigan i Ann Arbor, Michigan. Han stannade där till 1935, då han efterträdde H. A. Kramers som professor i teoretisk fysik i Utrecht. Under sina åtta år i Ann Arbor organiserade Uhlenbeck den noterade "Summerschool" i teoretisk fysik. 
År 1938 tillbringade Uhlenbeck ett halvår som gästprofessor vid Columbia University i New York City, och sedan återvände han till Ann Arbor som professor i teoretisk fysik under nästa år. På grund av nazismens uppkomst i Europa bestämde han och Else sig för att lämna Nederländerna och återvända till Amerika.
Under en del av andra världskriget, från 1943 till 1945, ledde Uhlenbeck en teorigrupp vid MIT Radiation Laboratory i Cambridge, Massachusetts, som gjorde radarforskning. År 1945 återvände han till Ann Arbor, där han utnämndes till Henry Smith Carhart professor i fysik 1954. Han stannade i Ann Arbor fram till 1960, då han började på Rockefeller Institute for Medical Research (nu Rockefeller University) i New York City som professor och medlem av institutet.

## Utmärkelser och hedersbetygelser
- Asteroiden 9687 Uhlenbeck[17]

- Medlem av American Physical Society,  1931
- Josiah Willard Gibbs-föreläsningen,  1950
- Oersted-medaljen,  1956[14]
- Max Planck-medaljen,  1965[9]
- Lorentzmedaljen,  1970[9]
- National Medal of Science,  1976[12]
- Wolfpriset i fysik,  1979[12]

[Redigera Wikidata]